# Ewa Wiegandt
Ewa Maria Wiegandt, z domu Frąckowiak (ur. 5 listopada 1939 w Poznaniu, zm. 10 września 2019) – polska historyk literatury, badaczka literatury XX wieku.

## Życiorys
Była córką Tadeusza Frąckowiaka i Zofii Frąckowiak, z d. Wolskiej. W okresie II wojny światowej przebywała z rodziną w Radomiu, następnie powróciła do Poznania. W 1956 ukończyła V Liceum Ogólnokształcące w Poznaniu, w 1961 studia polonistyczne na Uniwersytecie Jagiellońskim. Tam w latach 1964–1969 odbyła studia doktoranckie. W 1970 obroniła pracę doktorską Twórczość powieściopisarska Zofii Nałkowskiej w latach 1935–1954 napisaną pod kierunkiem Kazimierza Wyki. Od 1971 pracowała na Uniwersytecie im. Adama Mickiewicza w Poznaniu, w Zakładzie Teorii Literatury Instytutu Filologii Polskiej. W 1986 otrzymała stopień doktora habilitowanego na podstawie pracy Austria felix, czyli o micie Galicji w polskiej prozie współczesnej. W 2001 otrzymała tytuł profesora. W latach 2003–2006 kierowała Zakładem Poetyki Historycznej, następnie została pracownikiem Zakładu Poetyki i Krytyki Literackiej.
W 2010 wydała zbiór artykułów z lat 1962–2010 Niepokoje literatury. Studia o prozie polskiej XX wieku. Dla serii Biblioteka Narodowa opracowała Sól ziemi Józefa Wittlina (1991) i Romans Teresy Hennert Zofii Nałkowskiej (2001). Była jedną ze współuatorek podręcznika Literatura współczesna. Podręcznik dla klas maturalnych(wyd. 1992, do 2002 ukazało się 11 wydań; pozostali autorzy Bożena Chrząstowska i Seweryna Wysłouch).
W latach 1972–1995 była członkiem Komitetu Okręgowego Olimpiady Literatury i Języka Polskiego, w latach 1986-1989 wiceprezesem Oddziału Poznańskiego Towarzystwa Literackiego im. Adama Mickiewicza. W 1980 została członkiem koła NSZZ „Solidarność” w IFP UAM.
W 2010 została odznaczona Złotym Krzyżem Zasługi.